# Maestlin (Mondkrater)
Maestlin ist ein kleiner, schüsselförmiger Mondkrater nahe dem Ostrand des Oceanus Procellarum. Östlich liegt der Encke-Krater und im Nordosten befindet sich der Kepler-Krater. Südöstlich von Maestlin liegen die Überreste von Maestlin R.
Südwestlich verläuft in Richtung radial zum Krater ein System von Mondrillen, die Rimae Maestlin.
| Buchstabe | Position          | Durchmesser | Link |
| --------- | ----------------- | ----------- | ---- |
| G         | 1,95° N, 42,2° W  | 3 km        |      |
| H         | 4,62° N, 43,57° W | 7 km        |      |
| R         | 3,48° N, 41,48° W | 60 km       |      |